# Station Dove Holes
Dove Holes is een spoorwegstation van National Rail in Dove Holes, High Peak in Engeland. Het station is eigendom van Network Rail en wordt beheerd door Northern Rail. Het station is geopend in 1863.